# Maria (I Like It Loud)
A Maria (I Like It Loud) a német Scooter együttes 2003-ban megjelent kislemeze, a harmadik az ugyanebben az évben megjelent The Stadium Techno Experience című albumról. Az albumváltozathoz képest némiképp eltérő, ugyanis annak elkészítésében közreműködött a szám eredetijének szerzője, Marc Acardipane is (aki eredetileg Marshall Masters néven adta ki azt), valamint Dick Rules (akivel 2002-ben újrafelvette a szerzeményt). A dal rendkívüli népszerűségre tett szert, rengetegen ezzel a számmal azonosítják a Scootert, albumverziója a mai napig a koncertprogram része.

## Története
A felvétel Marc Acardipane és Dick Rules 2002-ben rögzített közös változatának az átdolgozott verziója. Az eredeti szövegben szereplő „My radio, believe me, I like it loud” helyett a Scooter feldolgozásában „Maria, believe me, I like it loud” hallható; innen származik a dal új címe is. A szöveg elferdítése az "Always Hardcore" című Scooter-könyv tanúsága szerint H.P. Baxxter akkori testőrétől származik. Ugyancsak ebben a könyvben szerepel, hogy a közönségénekeltetős ("töp-töp", mely csak magyar félrehallás, valójában "döp-döp") részt a Kontor Records dolgozóinak segítségével vették fel, akiket odacsődítettek a stúdióba.
A dal két futballklub, a román FCSB himnusza, valamint az amerikai Philadelphia Union, a német Borussia Mönchengladbach, és a Debreceni VSC "gólzenéje".
A B-oldalas "Giant's Causeway" ismételten egy utalás Nagy-Britanniára. A korábbi "Firth of Forth"-hoz hasonlóan ezúttal is egy természeti képződményt, az Észak-Írországban található Óriások útját örökítették meg dalcímben.

## Számok listája
1. Maria (I Like It Loud) (Radio Edit) – 3:41
2. Maria (I Like It Loud) (Club Mix) – 6:11
3. Maria (I Like It Loud) (Extended Mix) – 5:10
4. Giants' Causeway – 3:47
5. Multimédiás tartalom: videoklip, werkfilm, fényképek

Ugyanezek a számok Oroszországban kazettán is megjelentek. Promóciós céllal is megjelent a kislemez, amiről lemaradt a multimédiás tartalom. 500 példányt a Dresden Eislöwen jégkorongcsapata kapott promóciós céllal, melynek a borítója dedikálva volt. Nagy-Britanniában az Extended Mix helyett egy "Ultrabeat Remix" került fel a kislemezre.

### Vinyl verzió
- A1: Club Mix (6:11)
- B1: Extended Mix (5:08)

A brit kiadáson ezen a változaton is helyet kapott az "Ultrabeat Remix".

## Más változatok
Az "Ultrabeat Remix" felkerült a 2013-ban megjelent  "The Stadium Techno Experience (20 Years of Hardcore Expanded Edition)" című kiadványra. Ugyanebben az évben jelent meg és került kiadásra önálló dalként illetve a "20 Years of Hardcore" című válogatáslemez bónusz tartalmaként a "R.I.O. Remix", mely később a 2014-es "The Fifth Chapter" nagylemez második, bónusz CD-jére is felkerült.
2017-ben Olga Scheps a "100% Scooter" című kiadványon a dalt zongorára átírva dolgozta fel.
A limitált kiadású "Who's Got The Last Laugh Now?" album multimédia szekciójába felkerült egy élőben rögzített videováltozat mobiltelefonokra optimalizált változata. A dél-afrikai kiadású limitált albumra mindjárt két ilyen videó is felkerült.
Válogatáslemezeken a "24+3 Carat Gold" című kiadvány bónusz, mini CD-jén szerepelt, valamint a "20 Years of Hardcore" és a "100% Scooter - 25 Years Wild & Wicked" című lemezeken.
2004-ben a dal koncertváltozata felkerült a "10th Anniversary Concert" című albumra, valamint 2006-ban az "Excess All Areas", 2010-ben a "Live In Hamburg", 2020-ban pedig az "I Want You To Stream" koncertalbumokra.
A 2008-as Live In Berlin videofelvételen is szerepel, ahogy a 2011-es The Stadium Techno Inferno felvételen is.

## Videoklip
A videoklip egy csarnokban játszódik, az egészet narancssárga szűrővel vették fel. Gyakorlatilag egy „összecsapás” az egyik oldalon lévő Marc Acardipane és Dick Rules, valamint a másik oldalon látható Scooter között. Dick Rules és H.P. Baxxter szövegelnek és mutogatnak egymásnak, mintha egy rapcsata lenne. A klipben felbukkan továbbá Ralf Moeller egykori testépítő, aki elegáns ruhában, ékszerekkel és rengeteg pénzzel jelenik meg a helyszínen, majd miután megiszik egy vodka-martinit, jobb szeme piros fénnyel kigyúl, majd eszeveszett táncolásba kezd. Ezt a "Maria" feliratú pólót viselő hölgy szörnyülködve nézi és elájul (aki nem más, mint Simone Mostart, aki 2006 és 2010 között volt H.P Baxxter felesége). A klip végén Dick Rules és H.P. Baxxter is beugranak a tömegbe, majd egymás felé közelítve végül szemtől szembe farkasszemet néznek egymással. Ez utóbbi kép került fel a kislemez borítójára is.

## Közreműködtek
- H.P. Baxxter a.k.a. "The Rearranger" (szöveg)
- Dick Rules (szöveg)
- Rick J. Jordan, Jay Frog (zene)
- Marc Acardipane (eredeti szerző)
- Jens Thele (producer)
- Frank-Lothar Lange (fényképek)
- Marc Schilkowski (borítóterv)
- Marc Schoellermann, Michael Menke (videoklip)
- Ralf Moeller (szereplő a videoklipben)

## További információ
- Scootertechno.ru - hivatalos rajongói oldal
- Discogs